# Мітома Каору
Мітома Каору (яп. 三笘薫, нар. 20 травня 1997, Оїта) — японський футболіст, півзахисник, нападник англійського клубу «Брайтон енд Гоув Альбіон» і збірної Японії.

## Клубна кар'єра
Народився 20 травня 1997 року в місті Оїта. Вихованець клубу «Кавасакі Фронтале», після чого виступав за футбольну команду Цукубського університету.
У професіональному футболі дебютував 2020 року виступами за команду «Кавасакі Фронтал», в якій провів два сезон, взявши участь у 50 матчах чемпіонату. Більшість часу, проведеного у складі «Кавасакі Фронтале», був основним гравцем команди і одним з головних бомбардирів команди, маючи середню результативність на рівні 0,42 гола за гру першості. З командою у 2020 році Мітома став чемпіоном Японії та володарем кубка країни, а на наступний рік виграв і національний суперкубок.
10 серпня 2021 року Мітома підписав чотирирічну угоду з англійським клубом «Брайтон енд Гоув», який відразу віддав гравця в оренду на сезон в бельгійський «Уніон Сент-Жілуаз».
20 жовтня 2023 року продовжив контракт з «Брайтон енд Гоув» до червня 2027 року.

## Виступи за збірні
У серпні 2017 року Каору у складі студентської збірної Японії завоював золоту медаль на літній Універсіаді у Тайбеї.
З 2018 року залучався до складу молодіжної збірної Японії. У її складі став срібним призером Азійських ігор 2018 року.
2021 року захищав кольори олімпійської збірної Японії на футбольному турнірі домашніх Олімпійських ігор у Токіо. На турнірі зіграв у 3 іграх і забив гол у програному матчі за 3-тє місце з Мексикою (1:3).
| Дата      | Місто   | Господарі | Результат               | Гості         | Турнір                       | Голи | Примітки |
| --------- | ------- | --------- | ----------------------- | ------------- | ---------------------------- | ---- | -------- |
| 25-7-2021 | Сайтама | Японія    | 2 – 1                   | Мексика       | ОІ 2020 - 1-й етап           | -    | 80'      |
| 31-7-2021 | Касіма  | Японія    | 0 – 0 д.ч. (4 – 2 п.п.) | Нова Зеландія | ОІ 2020 - чвертьфінал        | -    | 90'      |
| 6-8-2021  | Сайтама | Мексика   | 3 – 1                   | Японія        | ОІ 2020 - матч за 3-тє місце | 1    | 63'      |
| Усього    |         | Матчів    | 3                       |               | Голів                        | 1    |          |

## Титули і досягнення
- Чемпіон Японії (1):

«Кавасакі Фронтале»: 2020
- Володар Кубка Імператора (1):

«Кавасакі Фронтале»: 2020
- Володар Суперкубка Японії (1):

«Кавасакі Фронтале»: 2021
Збірні
- Срібний призер Азійських ігор: 2018